# جزیره ماگدالنا، منطقه ماژلان
جزیره ماگدالنا، منطقه ماژلان (به اسپانیایی: Magdalena Island, Magallanes Region) یک جزیره در شیلی است که در تنگه ماژلان واقع شده‌است.

## خصوصیات
جزیره ماگدالنا، منطقه ماژلان ۲۷ متر بالاتر از سطح دریا واقع شده‌است.